# Amyloathelia aspera
Amyloathelia aspera är en svampart som beskrevs av Hjortstam & Ryvarden 1993. Amyloathelia aspera ingår i släktet Amyloathelia och familjen Amylocorticiaceae.   Inga underarter finns listade i Catalogue of Life.